# Thierry Alonso Gravleur
Thierry, Alain, Pierre Alonso, dit Gravleur, est un peintre français, né le 18 février 1966 à Neuilly-sur-Seine et mort le 19 juillet 2021 à Mittainvilliers.
Fils du peintre Angel Alonso, il résidait à Genainvilliers, hameau de l'ancienne commune de Mittainvilliers, en Eure-et-Loir depuis 1995, près de Chartres, où se trouve son atelier.

## Biographie
Thierry Alonso arrête ses études en 1983. De 1983 à 1986, il travaille comme assistant avec son père, le peintre Angel Alonso, puis apprend la gravure sur cuivre auprès du maître chilien Enrique Zañartu.
En 1986, il fonde, avec son frère Jean-Jacques Alonso, La Laurencie éditeur. Il entreprend des travaux et des recherches sur la typographie, l'imprimerie et le livre. Il participe à la réalisation d'une dizaine de livres bibliophiliques et collabore avec des écrivains et poètes, dont Cioran.
L'entreprise fraternelle tombe à l'eau en 1987. Thierry Alonso met au point à cette période une technique typographique dite « bougeotte de plomb » qu'il emploie dans ses œuvres typographiques de la série dite « Bougeotte ».
Il se consacre dès lors exclusivement à la peinture sous le pseudonyme de « Gravleur ». Il peint des visages, crus et vifs ; pour Nicolas Neumann, directeur littéraire des éditions Somogy, « tout le monde n'est pas capable de supporter le regard de ses portraits, sombres, noirs, égarés, revenus de très loin. » L'écrivain Nick Tosches déclare que Gravleur est « capable de saisir un visage comme personne depuis Rembrandt, et de s’emparer d’une âme comme personne depuis Jérôme Bosch. »
En 2006, séduit par son travail, l'acteur Johnny Depp se lie d'amitié avec le peintre et lui fait exposer des toiles à Los Angeles, à la Trigg Ison Gallery qui lui consacre par deux fois une exposition,. Un court métrage est réalisé par Richard Carrol pour l'exposition, exportant un peu de Beauce et de nuages grisonnants dans le paysage artistique de Los Angeles.
En 2009, les éditions Somogy publient Never Trust A Loving God, ouvrage associant les toiles et dessins du peintre avec les mots de l'écrivain Nick Tosches,.

## Expositions
- 1993 : Quimperlé[8] ;
- 1995 : première exposition personnelle à la galerie Façade de Serge Panijel, Paris[Note 1] ;
- 2006 : Trigg Ison Gallery, Los Angeles ;
- 2011 : Exposition à la Connoisseur's Gallery, Paris
- 2011 : représentation par la Trigg Ison Gallery, Los Angeles ;
- 2012 : « Nevermore », château Saint-Jean, Nogent-le-Rotrou ;
- 2013-14 : Maison des artistes, Antony.
- 2021 : Exposition dans le cadre d'un cabaret au chapiteau Rajganawak, Saint-Denis
- 2025 : Exposition dans le cadre du festival Moulin Blanchard – Hors les Murs, Perche-en-Nocé[9]

## Ouvrage
- Never Trust A Loving God, textes de Nick Tosches, images de Gravleur, éditions Somogy, 2009  (ISBN 9782757202647)[3]